# Greenwater Lake Provincial Park
Greenwater Lake Provincial Park är en park i Kanada.   Den ligger i provinsen Saskatchewan, i den centrala delen av landet, 2 200 km väster om huvudstaden Ottawa. Greenwater Lake Provincial Park ligger 575 meter över havet.
Terrängen runt Greenwater Lake Provincial Park är platt. Trakten runt Greenwater Lake Provincial Park är nära nog obefolkad, med mindre än två invånare per kvadratkilometer.. Närmaste större samhälle är Porcupine Plain, 14,8 km nordost om Greenwater Lake Provincial Park. 
Omgivningarna runt Greenwater Lake Provincial Park är en mosaik av jordbruksmark och naturlig växtlighet.